# 제이슨 비그스
제이슨 비그스(Jason Biggs, 1978년 5월 12일 ~ )는 미국의 배우이다.

## 출연 작품

### 영화
- 아메리칸 파이 (1999)
  - 아메리칸 파이 2 (2001)
  - 아메리칸 파이 3: 아메리칸 웨딩 (2003)
  - 아메리칸 파이: 19금 동창회 (2012)
- 보이즈 앤드 걸즈 (2000)
- 프로작 네이션 (2001)
- 악마 같은 여자 (2001)
- 애니씽 엘스 (2003)
- 펭귄들의 익살극 (2007)
- 마이 베프 걸 (2008)

### 텔레비전
- 애즈 더 월드 턴즈 (1994-95)
- 닌자 거북이 (2012-14) - 애니메이션
- 오렌지 이즈 더 뉴 블랙 (2013-14, 2017, 2019)
- 로앤오더: 성범죄 전담반 (2022)